# 拡大戦線 (ウルグアイ)
拡大戦線（かくだいせんせん、Frente Amplio）は、ウルグアイの左翼、中道左派政党の政党連合である。1971年に結成され、2005年以来、3期連続で政権与党となっていたが、2019年に行われた選挙で国民党にその座を奪われた。

## 歴史
モンテビデオで都市ゲリラトゥパマロスの攻勢が拡大していた1971年3月21日、コロラド党左派が中心となって、左翼政党連合の拡大戦線を結成した。他方、トゥパマロスは1972年の選挙戦で拡大戦線支持を明確に打ち出し、全国で18%、モンテビデオでは31%の票を得たものの、国政を変えるには至らなかった。このあとトゥパマロスの攻勢は激化し、ウルグアイ軍の出動により1973年以降のウルグアイは実質軍政状態になった。この軍政期には実に国民の17%、50万人ものウルグアイ人が国を捨て去ることになる。
1981年に軍政を合法化しようとした憲法改正案が国民投票で否決されると、1985年にウルグアイも民政復帰した。トゥパマロスも、武闘路線を捨てて合法化され、拡大戦線に合流した。
拡大戦線は、2004年の選挙でタバレ・バスケス候補が勝利し（就任は2005年）、ウルグアイで初めて、コロラド党とブランコ党以外の政党として政権を握った。2010年には、ホセ・ムヒカが大統領に就任し、2015年には再びバスケスが大統領として政権の座についた。

## 参加団体
- ウルグアイ会議（英語版）[1]
- ウルグアイ社会党（英語版）[1][2]
- ウルグアイ共産党[3]
- 78運動（英語版）
- 新しい地（英語版）[1][4]
- アルティガニスタ潮流（英語版）[5]
- 人民参加運動（英語版）[3][6]
- ウルグアイキリスト教民主党（英語版）
- 庶民党（英語版）
- 進歩同盟 (ウルグアイ)（英語版）[1]
- 人民勝利党（英語版）[3]